# Saguaro nationalpark
Saguaro nationalpark är en nationalpark belägen i Pima County i delstaten Arizona, USA. Parken grundades 1933 och består av två åtskilda distrikt, väster respektive öster om staden Tucson. Nationalparkens totala yta är 370 km². Området är känt för sina saguaro, jättelika kaktusar som ibland förknippas med vilda västern. I nationalparken finns skogar av dessa kaktusar, samt flera andra olika kaktusarter. 
Området består till största delen av vildmark endast nåbar via vandringsleder. I västra delen av parken finns en bilväg kallad "Cactus Forest Drive". 